# 2023 par pays en Océanie
Cette page présente des informations par pays, mais est généralement incomplète. Pour des informations thématiques et plus complètes sur les événements de l'année 2023 dans la région, voir la page : 2023 en Océanie.
2021 par pays en Océanie - 2022 par pays en Océanie - 2023 par pays en Océanie - 2024 par pays en Océanie - 2025 par pays en Océanie
2021 en Océanie - 2022 en Océanie - 2023 en Océanie - 2024 en Océanie - 2025 en Océanie

## Australie
- 2 janvier : Quatre personnes sont tuées et neuf autres sont blessées lorsque deux hélicoptères entrent en collision près d'un parc à thème sur la Gold Coast à Queensland.
- Du 16 au 29 janvier : 111e édition de l'Open d'Australie à Melbourne.
- 20 juillet au 20 août : Coupe du monde féminine de football 2023 en Australie et en Nouvelle-Zélande.
- 14 octobre : référendum constitutionnel, L'amendement est rejeté par une large majorité des électeurs aussi bien au niveau national que dans chacun des six États du pays.
- 10 novembre : l'Australie et les îles Tuvalu signent un accord pour permettre aux 11 200 habitants de l’archipel de venir s’installer en Australie[1].

## Îles Cook
- 25 septembre : Les États-Unis reconnaissent officiellement comme « Etat souverain et indépendant » les îles Cook[2].

## États fédérés de Micronésie
- 7 mars : élections générales.
- 4 juillet : référendum constitutionnel.

## Fidji
- x

## Guam
- x

## Kiribati
- x

## Îles Mariannes du Nord
- x

## Îles Marshall
- 20 novembre : élections législatives.

## Nauru
- 30 octobre : élection présidentielle, David Adeang est élu.

## Niue
- 29 avril : élections législatives.
- 25 septembre : Les États-Unis reconnaissent officiellement comme « Etat souverain et indépendant » Niue[2].

## Nouvelle-Calédonie
- x

## Palaos
- x

## Papouasie-Nouvelle-Guinée
- 22 mai : La Papouasie-Nouvelle-Guinée et les États-Unis signent un pacte de sécurité qui verra des troupes américaines stationnées dans le pays[3].

## Île de Pâques
- x

## Polynésie française
- 16 et 30 avril : élections territoriales.
- 18 mai : élection présidentielle.

## Îles Salomon
- x

## Samoa
- x

## Samoa américaines
- x

## Tokelau
- 26 janvier : élections générales.
- 13 mars : Kerisiano Kalolo est le nouveau chef du gouvernement des Tokelau..

## Tonga
- x

## Tuvalu
- 6 mai : couronnement de Charles III en tant que roi des Tuvalu et des autres royaumes du Commonwealth.
- 10 novembre : l'Australie et les îles Tuvalu signent un accord pour permettre aux 11 200 habitants de l’archipel de venir s’installer en Australie[1].

## Vanuatu
- x

## Wallis et Futuna
- x

### L'année 2023 dans le reste du monde
- L'année 2023 dans le monde
- 2023 par pays en Amérique, 2023 au Canada, 2023 aux États-Unis
- 2023 en Europe, 2023 dans l'Union européenne, 2023 en Belgique, 2023 en France, 2023 en Italie, 2023 en Suisse
- 2023 aux Nations unies
- Décès en 2023
- Pandémie de Covid-19 en Asie